# Holopyga lucida
Holopyga lucida is een vliesvleugelig insect uit de familie van de goudwespen (Chrysididae). De wetenschappelijke naam van de soort is voor het eerst geldig gepubliceerd in 1806 door Lepeletier.